# (99070) Strittmatter
(99070) Strittmatter est un astéroïde de la ceinture principale.

## Description
(99070) Strittmatter est un astéroïde de la ceinture principale. Il fut découvert le 22 mars 2001 à l'observatoire Junk Bond par David Healy. Il présente une orbite caractérisée par un demi-grand axe de 3,24 UA, une excentricité de 0,05 et une inclinaison de 11,0° par rapport à l'écliptique.

## Compléments